# OK Smeč 5
OK Smeč 5 est un club serbe de volley-ball fondé en 2008 et basé à Kragujevac, évoluant pour la saison 2013-2014 en Superliga.

## Effectifs

### Saison 2013-2014
Entraîneur : Vladan Avramović  Serbie